# The Satanic Rites of Dracula
The Satanic Rites of Dracula is een Engelse horrorfilm uit 1973, geproduceerd door Hammer Film Productions. Het is de achtste van de Dracula-films geproduceerd door Hammer, en de tweede van deze films die zich afspeelt in het heden. Christopher Lee vertolkt wederom de rol van graaf Dracula. Andere hoofdrollen worden vertolkt door Peter Cushing en Michael Coles.

## Verhaal
De film begint met een geheim agent die maar net kan ontsnappen uit een Engels landhuis waarin satanistische rituelen worden uitgevoerd. Hij is echter gewond en bezwijkt al snel aan zijn verwondingen. Net voor zijn dood onthult hij aan zijn opdrachtgever dat een aantal hooggeplaatste figuren lid zijn van de sekte die in het huis zit, waaronder een minister, een peer, een generaal en een bekende wetenschapper. Om problemen met de minister te voorkomen, roept de geheime dienst de hulp in van Scotland Yard-inspecteur Murray om onafhankelijk van de dienst aan de zaak te werken. Murray besluit zelf om professor Lorrimer Van Helsing erbij te halen.
De sekte ontvoert Jane, de secretaresse van de geheime dienst. Zij wordt slachtoffer van Dracula.
Geheim agent Torrence, Murray en Van Helsings kleindochter Jessica arriveren bij het landhuis, waar ze verschillende vampiervrouwen vastgeketend in de kelder vinden. Jane is een van hen. Murray vernietigt Jane met een staak. Ondertussen bezoekt Van Helsing zijn vriend Julian Keeley, de wetenschapper die lid is van de sekte. Hij ontdekt dat Julian mentaal een wrak is geworden, en in het geheim werkt aan het kweken van de builenpest. Van Helsing wordt van achteren neergeschoten. Wanneer hij bijkomt, blijkt Julian dood te zijn en zijn de petrischalen met de bacteriën verdwenen.
Voor hij stierf had Julian hem verteld over de 23e van de maand. Van Helsing ontdekt dat dat de Sabbath van de ondoden is. Onderzoek leidt van Helsing naar een zekere D.D. Denham, die Julian’s onderzoek heeft gefinancierd. Van Helsing vermoed dat een gereïncarneerde Dracula achter het hele plan zit om zo wraak te nemen op de mensheid. Hij zoekt Denham op, en ontdekt dat Denham inderdaad graaf Dracula is. Hij probeert Dracula neer te schieten met een zilveren kogel, maar wordt overmeesterd door Dracula’s handlangers. De graaf besluit om Van Helsing nog even in leven te houden, en neemt hem mee naar het landhuis.
Ondertussen worden Jessica, Murray en Torrence buiten het landhuis aangevallen door sluipschutters. Torrence wordt doodgeschoten terwijl Murray en Jessica worden gevangen. Murray ontwaakt in de kelder met de vrouwelijke vampieren, maar kan aan hen ontsnappen. Net op dat moment arriveert Dracula met de gevangen Van Helsing.
Dracula neemt Van Helsing mee naar een kamer waar de rest van zijn sekte zich bevindt. Jessica ligt daar op een altaar. Dracula wil van Jessica zijn vrouw maken en haar als enige sparen wanneer hij het virus over de wereld verspreidt. Het nieuws dat Dracula het virus echt wil gaan verspreiden zorgt voor onenigheid onder de sekteleden, die van mening waren dat Dracula het virus enkel als dreigmiddel wilde gebruiken. Dracula gebruikt zijn hypnotiserende krachten om de opstand te onderdrukken. Vervolgens laat hij de minister het buisje met het virus breken. De minister wordt geïnfecteerd.
Murray stormt de kamer binnen en krijgt onenigheid met de bewaker van Dracula en er ontstaat een kortsluiting en brand. Vervolgens redt hij Jessica. De geïnfecteerde minister komt om in de brand. Dracula bevecht Van Helsing, die hem na een achtervolging lokt naar een struik met doorns en daardoor verzwakt de vampier en blijft bloedend vast zitten tussen de takken. Vervolgens steekt Van Helsing Dracula een staak door het hart.

## Rolverdeling
| Acteur            | Personage                    |
| ----------------- | ---------------------------- |
| Christopher Lee   | Graaf Dracula                |
| Peter Cushing     | Lorrimer Van Helsing         |
| Michael Coles     | Inspecteur Murray            |
| William Franklyn  | Peter Torrence               |
| Richard Vernon    | Colonel Mathews              |
| Maurice O'Connell | Agent Hanson                 |
| Joanna Lumley     | Jessica Van Helsing          |
| Richard Mathews   | John Porter, MP              |
| Patrick Barr      | Lord Carradine               |
| Lockwood West     | General Sir Arthur Freeborne |
| Freddie Jones     | Dr. Julian Keeley            |
| Patrick Barr      | Lord Carradine               |
| Barbara Yu Ling   | Chin Yang                    |
| Peter Adair       | Doctor                       |
| Valerie Van Ost   | Jane                         |
| John Harvey       | Commissionaire               |

## Achtergrond

### Productie
De productie van de film begon in november 1972 onder de titel Dracula is Dead and Well and Living in London. Deze titel was bedoeld als parodie op de musical Jacques Brel is Alive and Well and Living in Paris. Niet alle acteurs zagen hier de humor van in, waaronder Christopher Lee. De titel werd uiteindelijk veranderd naar The Satanic Rites of Dracula
De film zelf is een mengeling van horror, sciencefiction en een spionagethriller. Het script werd geschreven door Don Houghton, die ook lange tijd meewerkte aan de serie Doctor Who. De productie werd afgerond op 3 januari 1973.
Het is de slechtste van de acht films en is nooit uitgekomen op dvd in Europa.